# George Aurelian
George Aurelian, menționat și Gheorghe Aurelian, (n. 14 decembrie 1897, București - d. anii '70 ai secolului al XX-lea) a fost un actor român de teatru și film. A primit titlul de Artist Emerit (1954).

## Filmografie

### Actor
- Păcat (1924) - preotul Niță
- Manasse (1925) - Matei Frunză
- Partea ta de vină... (1963)
- Camera albă (1964)
- Pădurea spînzuraților (1965) - Domșa
- Neamul Șoimăreștilor (1965) - mitropolitul Moldovei
- Răscoala (1966) - Boerescu, prefectul conservator al județului
- Vremea zăpezilor (1966)
- Corigența domnului profesor (1968)
- Răutăciosul adolescent (1969) - domnul Șuta, pensionar venit la mare
- Doi bărbați pentru o moarte (1970)
- Mihai Viteazul (1971)
- Asediul (1971) - Tanașoca, președintele organizației județene a PNL
- Elixirul tinereții (1975) - preotul bătrân
- Cercul magic (1975) - avocatul bufetierului

### Asistent de regie
- Manasse (1925)

## Distincții
- titlul de Artist Emerit al Republicii Populare Române (28 ianuarie 1954) „cu ocazia împlinirii a cinci ani de activitate a Teatrului de Stat din Timișoara, Teatrului Maghiar de Stat din Cluj, Teatrului de Stat din Sibiu, Teatrului Secuesc de Stat din Tg. Mureș, Teatrului de Stat din Orașul Stalin, Teatrului Evreesc de Stat din București și pentru merite deosebite în activitatea artistică”[1]
- Ordinul Muncii clasa a II-a (25 decembrie 1957) „cu prilejul împlinirii a zece ani de activitate a Teatrului Municipal din București, pentru merite deosebite în activitatea artistică”[2]
- Ordinul Meritul Cultural clasa a II-a (6 noiembrie 1967) „pentru merite deosebite în domeniul artei dramatice”[3]